# 1845年香港
|        | 香港歷史 \| 香港歷史年表                                                                                                   |
| 世紀： | 18世紀香港 \| 19世紀香港 \| 20世紀香港                                                                                     |
| 年代： | 1810年代香港 \| 1820年代香港 \| 1830年代香港 \| 1840年代香港 \| 1850年代香港 \| 1860年代香港 \| 1870年代香港               |
| 年份： | 1841年香港 \| 1842年香港 \| 1843年香港 \| 1844年香港 \| 1845年香港 \| 1846年香港 \| 1847年香港 \| 1848年香港 \| 1849年香港 |
| 紀年： | 乙巳年（蛇年）、香港開埠4周年                                                                                              |

## 大事記
- 2月20日，香港第二份報章德臣西報出版。
- 4月，東藩滙理銀行開設分行。
- 美利炮台建成。
- 跑馬地馬場建成。
- 跑馬地墳場建成開放。